# Odilon Kossounou
Kouakou Odilon Dorgeless Kossounou ([ɔdilɔ̃ kɔsunu]; sinh ngày 4 tháng 1 năm 2001) là một cầu thủ bóng đá chuyên nghiệp người Ivorian thi đấu ở vị trí a trung vệ hoặc hậu vệ phải cho câu lạc bộ Atalanta tại Serie A và Đội tuyển quốc gia Bờ Biển Ngà.

## Sự nghiệp câu lạc bộ

### Bắt đầu sự nghiệp
Kossounou bắt đầu sự nghiệp của mình tại học viện ASEC Mimosas ở Abidjan. Sau khi được phát hiện tại giải trẻ Gothia Cup năm 2016, anh lần đầu tiên được mời đến tập luyện với câu lạc bộ Allsvenskan Thụy Điển Hammarby IF. Anh ấy đã đến thăm câu lạc bộ nhiều lần trong vài năm tới.

### Hammarby IF
Vào ngày 11 tháng 1 năm 2019, ngay sau sinh nhật lần thứ 18 của mình, Kossounou đã ký hợp đồng 4 năm với Hammarby. Anh có trận ra mắt thi đấu cho câu lạc bộ vào ngày 18 tháng 2, ở cúp quốc nội chính Svenska Cupen, kiến tạo cho Mats Solhem trong chiến thắng 3-0 trước Varbergs BoIS. Kossounou đã có 9 lần ra sân ở Allsvenskan cho câu lạc bộ, đáng chú ý nhất là được bầu chọn là cầu thủ của trận đấu trong trận hòa 2–2 trên sân nhà trước IFK Norrköping. Vào ngày 8 tháng 5 năm 2019, Hammarby đã đạt được thỏa thuận với phía Bỉ Club Brugge về việc chuyển nhượng Kossonou, có hiệu lực vào ngày 1 tháng 7 cùng năm. Câu lạc bộ đã nhận được khoản phí phá kỷ lục cho cầu thủ này, được cho là với mức phí khoảng 4 triệu euro (hoặc 44 triệu SEK) và có thể tăng lên cao hơn tùy thuộc vào tiền thưởng, cộng với điều khoản bán hàng 10 phần trăm.< tên giới thiệu="recordfee2">{{cite web|url=https://www.aftonbladet.se/sportbladet/fotboll/a/g74ad1/det-skulle-till-nagot-Exceptionellt-pa-bordet%7Ctitle="Det Skulle Until något Exceptionellt på bordet"|publisher=Aftonbladet|date=8 tháng 5 năm 2019|access-date=23 tháng 7 năm 2021|ngôn ngữ=sv}</ref>

### Club Brugge
Vào ngày 1 tháng 7 năm 2019, Kossounou đã hoàn tất việc chuyển đến Club Brugge. Trong season đầu tiên tại câu lạc bộ, Kossounou đã giành được huy chương vô địch giải đấu khi Club Brugge được tuyên bố là nhà vô địch vào tháng 4 năm 2020 với Pro League bị cắt ngắn bởi đại dịch COVID-19 ở Bỉ.

### Bayer Leverkusen
Vào ngày 22 tháng 7 năm 2021, Kossounou gia nhập câu lạc bộ Bundesliga Bayer Leverkusen theo một bản hợp đồng 5 năm với mức phí được báo cáo là 23 triệu euro.

## Sự nghiệp quốc tế
Kossounou ra mắt Đội tuyển quốc gia Bờ Biển Ngà trong trận hòa giao hữu 1-1 với Bỉ vào ngày 8 tháng 10 năm 2020.
Kossounou là thành viên của đội tuyển Bờ Biển Ngà tham dự Cúp bóng đá châu Phi 2021 và có hai lần ra sân, xuất phát một lần trong chiến thắng 3–1 trước Algeria ở vòng bảng Cúp các quốc gia
Vào tháng 12 năm 2023, Kossounou có tên trong đội tuyển Bờ Biển Ngà tham dự Cúp bóng đá châu Phi 2023. Anh đá chính ba trận, bao gồm cả trận chung kết nơi Bờ Biển Ngà giành chiến thắng trước Nigeria với tỷ số 2–1.

## Phong cách thi đấu
Kossounou thường chơi ở vị trí trung vệ và tắc bóng xuất sắc: đôi chân dài và thời điểm can thiệp tuyệt vời giúp anh trở thành một trong những tỷ lệ tắc bóng thành công cao nhất ở châu Âu.

## Ngoài bóng đá
Vào năm 2020, Kossounou là chủ đề của một bộ phim tài liệu truyền hình trên truyền hình Thụy Điển có tựa đề "Det vackra spelet" (Trò chơi hay), bộ phim đó đã theo anh ba năm khi chuyển đến Hammarby và sau đó đến Club Brugge.

## Thống kê sự nghiệp

### Câu lạc bộ
Tính đến 25 tháng 5 năm 2025
| Câu lạc bộ          | Mùa                 | Giải đấu            | Giải đấu | Giải đấu | Cúp quốc gia | Cúp quốc gia | Châu lục | Châu lục | Khác | Khác | Tổng cộng | Tổng cộng |
| Câu lạc bộ          | Mùa                 | Hạng đấu            | Trận     | Bàn      | Trận         | Bàn          | Trận     | Bàn      | Trận | Bàn  | Trận      | Bàn       |
| ------------------- | ------------------- | ------------------- | -------- | -------- | ------------ | ------------ | -------- | -------- | ---- | ---- | --------- | --------- |
| Hammarby IF         | 2019                | Allsvenskan         | 9        | 0        | 4            | 0            | —        | —        | —    | —    | 13        | 0         |
| Club Brugge         | 2019–20             | Belgian Pro League  | 7        | 0        | 1            | 0            | 4        | 0        | —    | —    | 12        | 0         |
| Club Brugge         | 2020–21             | Belgian Pro League  | 33       | 1        | 2            | 0            | 7        | 0        | —    | —    | 42        | 1         |
| Club Brugge         | 2021–22             | Belgian Pro League  | 0        | 0        | 0            | 0            | 0        | 0        | 1    | 0    | 1         | 0         |
| Club Brugge         | Tổng cộng           | Tổng cộng           | 40       | 1        | 3            | 0            | 11       | 0        | 1    | 0    | 55        | 1         |
| Bayer Leverkusen    | 2021–22             | Bundesliga          | 27       | 0        | 1            | 0            | 5        | 0        | —    | —    | 33        | 0         |
| Bayer Leverkusen    | 2022–23             | Bundesliga          | 24       | 0        | 1            | 0            | 10       | 0        | —    | —    | 35        | 0         |
| Bayer Leverkusen    | 2023–24             | Bundesliga          | 22       | 1        | 4            | 0            | 8        | 0        | —    | —    | 34        | 1         |
| Bayer Leverkusen    | Tổng cộng           | Tổng cộng           | 73       | 1        | 6            | 0            | 23       | 0        | —    | —    | 102       | 1         |
| Atalanta (mượn)     | 2024–25             | Serie A             | 18       | 0        | 0            | 0            | 4        | 0        | 1    | 0    | 23        | 0         |
| Atalanta            | 2025–26             | Serie A             | 0        | 0        | 0            | 0            | 0        | 0        | 0    | 0    | 0         | 0         |
| Atalanta            | Tổng cộng           | Tổng cộng           | 18       | 0        | 0            | 0            | 4        | 0        | 1    | 0    | 23        | 0         |
| Tổng cộng sự nghiệp | Tổng cộng sự nghiệp | Tổng cộng sự nghiệp | 140      | 2        | 13           | 0            | 38       | 0        | 2    | 0    | 193       | 2         |

1. ↑  Hai lần ra sân tại UEFA Champions League, hai lần ra sân tại UEFA Europa League
2. ↑  Năm lần ra sân tại UEFA Champions League, hai lần ra sân tại UEFA Europa League
3. ↑  Ra sân tại Belgian Super Cup
4. 1 2  Số lần ra sân tại UEFA Europa League
5. ↑  Năm lần ra sân tại UEFA Champions League, năm lần ra sân tại UEFA Europa League
6. ↑  Số lần ra sân tại UEFA Champions League
7. ↑  Ra sân tại Supercoppa Italiana

## Danh hiệu
Club Brugge
- Belgian First Division A: 2019–20,[10] 2020–21
- Belgian Super Cup: 2021[19]

Bayer Leverkusen
- Bundesliga: 2023–24[20]
- DFB-Pokal: 2023–24[21]
- DFL-Supercup: 2024[22]

Bờ Biển Ngà
- Africa Cup of Nations: 2023[23]